# James Montgomery (Jayhawker)

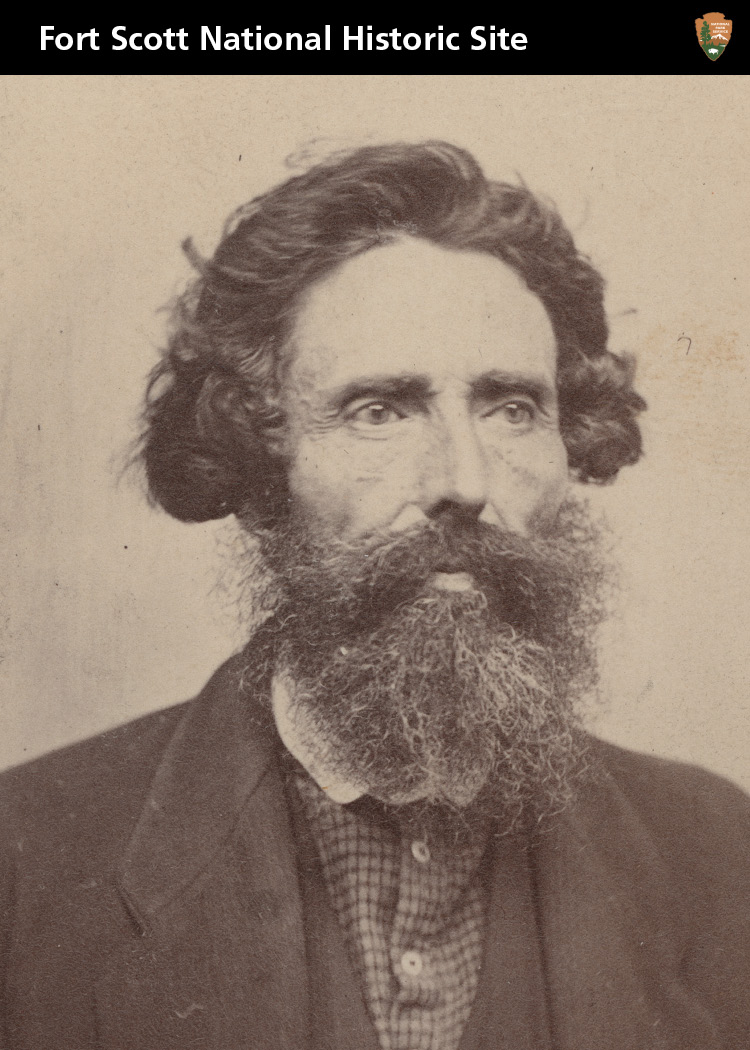
James Montgomery

James Montgomery (geboren am 22. Dezember 1814 im Austinburg, Ashtabula County, Ohio; gestorben am 6. Dezember 1871 in Linn County, Kansas) war ein Freischar-Anführer und Unionsarmee-Kommandierender in den „Bleeding Kansas“-Auseinandersetzungen sowie im daran anschließenden Amerikanischen Bürgerkrieg. Der beruflich als Sägewerk-Betreiber, Lehrer sowie Seelsorger tätige Abolitionist wurde bekannt durch seine Jayhawking-Praktiken im Kansas–Missouri-Grenzkrieg sowie seine Bestrebungen, den Bürgerkrieg auch in militärischer Hinsicht als „Krieg für die Freiheit der Sklaven“ zu führen.

## Leben
James Montgomery kam 1814 im westlichen Ohio zur Welt. Die Region gehörte zu jener Zeit zur sogenannten Frontier. Ohio war erst 1803 vom Territorium zum Bundesstaat avanciert. Der westliche Bundesstaats-Teil wurde vor allem von Ansiedlern aus Neuengland geprägt. Die von diesen in die Region mitgebrachte Anti-Sklaverei-Haltung prägte auch Montgomery bereits früh. 1837 zog er nach West Liberty in Ost-Kentucky. Dort arbeitete er als Lehrer sowie Pfarrer einer freikirchlichen Gemeinde und heiratete die Tochter eines Sklavenhalters. 1844, nach dem Tod seiner ersten Frau, heiratete er erneut. In der zweiten Hälfte der 1840er-Jahre betrieb er ein Sägewerk am Licking River. Nachdem dieses 1851 durch wiederkehrende Überschwemmungen endgültig zerstört worden war, zog er mit seiner Familie nach Pike County in Missouri um.
Nach einem weiteren Umzug in das – ebenfalls in Missouri gelegene – Jackson County ließ sich Montgomery in der Nähe von Mound City im benachbarten Kansas nieder. Im Zug der „Bleeding-Kansas“-Auseinandersetzungen – einer mehrjährigen Abfolge von Scharmützeln zwischen freistaatlichen und Pro-Sklaverei-Siedlern – avancierte er bald zu einem wichtigen Anführer der Freistaats-Milizen in Südost-Kansas. Inwieweit seine abolitionistischen Aktivitäten von utilitaristischen Beweggründen mitgeprägt waren – konkret: dem Konkurrenzdruck, den Sklavenarbeit auf arme Weiße ausübte – ist umstritten. Als Verbündeter des radikalen Abolitionisten John Brown und dem – sich ebenfalls als Jayhawker-Anführer betätigenden – Milizanführer Charles Jennison machte er sich im Kampf gegen die Pro-Sklaverei-Anhänger im Staat sowie ihre Verbündeten aus Missouri bald einen Namen. 1858 vertrieben Montgomery, Brown und Jennison Prosklaverei-Ansiedler aus Linn County sowie angrenzenden Gebieten und brannten in diesem Zug auch ein als Stützpunkt der örtlichen Prosklaverei-Kräfte geltendes Hotel in Fort Scott nieder.
Da Jennison, Brown und Montgomery ihre Aktivitäten zunehmend auch auf Missouri ausweiteten, sandte der dortige Gouverneur eine Strafexpedition aus mit 600 Angehörigen der Missouri State Guard. Zusätzlich entsandte Kansas-Gouverneur James W. Denver Bundestruppen nach Südost-Kansas mit dem Auftrag, Montgomery und Jennison zu verhaften. Deren Kommandeur Nathaniel Lyon – kein konsequenter Abolitionist, allerdings entschiedener Free-Stater – betrieb die Ingewahrsamnahme der beiden Jayhawker-Anführer allerdings nur halbherzig, so dass Montgomery auf freiem Fuß verblieb.
Nach Ausbruch des Bürgerkriegs im Frühjahr 1861 antichambrierte Montgomery bei unterschiedlichen politischen und militärischen Stellen für den Plan, einem ihm unterstellten Militärverband aufzustellen, der sich vorrangig auf die Befreiung von Sklaven, sogenannter „Konterbande“ konzentrieren solle. Im Juli 1861 avancierte James Montgomery zum Befehlshaber der 3. Kansas Infantry – einem Regiment, dass unter dem Oberkommando von James Henry Lane stand und als Teil von dessen umstrittener Brigade fungierte. Zusammen mit Lane und Jennison war Montgomerys Einheit auch in die Plünderung und Brandschatzung der in Missouri gelegenen Stadt Osceola involviert. Die Aktion wurde auch von Befehlshabern sowie Medien des Nordens als nicht unumwunden vereinbar mit den Grenzen normaler Kriegsführung gewertet. Ein „Nebeneffekt“ des Überfalls war, dass sich hunderte ehemaliger Sklaven Montgomery und Lane auf ihrem Rückzug nach Kansas anschlossen. Dort bemühten sich Lane und Montgomery, diese als Fuhrleute, Köche und Scouts in Unionsarmee-Diensten unterzubringen, als Landarbeiter zu vermitteln oder aber in Flüchtlingslager umzusiedeln.
1862 stellte Lane ein weiteres Regiment auf – die Erste Kansas Colored Infantry, das erste afroamerikanische Regiment der Union überhaupt. Montgomery leistete dabei Unterstützung – wobei er den am 17. Juli gefassten Kongressbeschluss, so viele Afroamerikaner in den Dienst der US-Armee zu nehmen, wie es zur Niederschlagung der Rebellion vonnöten sei, in extensiver Weise handhabte. Im Zug von Umorganisations-Maßnahmen auf den Kriegsschauplätzen Kansas und Missouri wurden Montgomery und ein Regiment in den Osten geschickt. Montgomery war dort Befehlshaber eines überwiegend aus Afroamerikanern bestehenden Verbands aus unterschiedlichen Regimentern. In South Carolina und Florida setzte er teilweise Praktiken fort, wie sie die Kansas-Jayhawkers etabliert hatten.
Aufgrund Krankheit legte Montgomery im September 1864 seine militärischen Ämter nieder und kehrte nach Kansas zurück. Während des Raids von Konföderationsarmee-Anführer Sterling Price im Folgemonat übernahm er erneut militärische Funktionen und war beteiligt an den Gefechten und Schlachten von Big Blue, Westport, Mine Creek und Marais des Cygnes, in deren Zug Price aus der Region herausgedrängt wurde.
Nach dem Krieg leitete James Montgomery eine Kirchengemeinde der Sieben-Tage-Adventisten in Linn County. Am 6. Dezember 1871 erlitt er einen plötzlichen Tod.

## Wertung
In Sachbüchern sowie im Rahmen der Bürgerkriegsliteratur wird James Montgomery als widerspruchsvolle, zum Teil komplizierte Persönlichkeit gewertet. Ein wesentlicher Punkt ist seine Rolle bei der Etablierung der umstrittenen Jayhawking-Praktiken, welche den „Bleeding-Kansas“-Konflikt sowie den Bürgerkrieg in der Region Kansas-Missouri wesentlich bestimmten. In diesem Kontext agierte er zusammen mit anderen Radikalen wie John Brown, James Henry Lane sowie Charles Jennison und war an der Radikalisierung der Kriegsformen in dieser Region nicht unwesentlich mitbeteiligt. Andererseits weisen mehrere Autoren und Historiker auf den Umstand hin, dass Montgomerys Haltung zur Sklavereifrage – abgesehen von dem Umstand, dass er als junger Mann in die Familie eines Sklavenhalters einheiratete – auch von dem Umstand mitbestimmt war, dass Sklaverei in gewisser Weise eine Konkurrenz zu freier Arbeit war. Die beiden Autoren Todd Mildfelt und David D. Schäfer weisen dabei etwa auf das Detail hin, dass Montgomery den Angehörigen des (aus Farbigen bestehenden) 54. Massachusetts Regiments eine Rüge erteilte aufgrund deren Beschwerde, sie würden als Farbige geringer besoldet als weiße Soldaten.